# Voalavo antsahabensis
Voalavo antsahabensis е вид гризач от семейство Nesomyidae. Видът е застрашен от изчезване.

## Разпространение и местообитание
Разпространен е в Мадагаскар.
Обитава гористи местности и плата в райони с тропически климат.